# 奈良県立西の京高等学校
奈良県立西の京高等学校（ならけんりつ にしのきょうこうとうがっこう、英語表記Nara Prefectural Nishinokyo Senior High School）は、奈良県奈良市六条西三丁目に所在した公立の高等学校。

## 概要
略称は西高　　　校歌・応援歌とも「西の京高校」との歌詞は無く、「西高」と謳われている点からも、略称の西高と呼ばれることが多い。
校章は西ノ京にある唐招提寺・薬師寺の瓦の紋様の忍冬唐草模様からデザインしたものが採用されている。また、校舎建設時に弥生時代の高地性集落跡（六条山遺跡）が発見され、この遺跡は弥生台と命名された。西の京高等学校を弥生台と呼ぶのは、ここからきている。
地域とのつながりが深く、「まほろば創生・なら教育特区」の一環で普通科に地域創生コースを開設した。教育課程の特例により世界史ではなく日本史が必修科目となっている。
2018年6月8日、奈良県教育委員会が公表した「県立高等学校適正化実施計画（案）」によると、西の京、平城、登美ケ丘の奈良県立高等学校三校を閉校し、「奈良県立国際高等学校」と「奈良県立大学附属高等学校」の二校を新設するとした。同計画案は同月28日、県議会の文教くらし委員会で審議され可決、本会議でも7月3日に可決された。

## 設置学科
- 普通科

- - 初期は１年は共通課程（芸術以外）・２年進級時に文型・文理型・理型の３コースに分かれた。

- - 1982年度入学生からは、１年は共通課程（芸術以外）・２年進級時に文型・文理型の２コースに・３年進級時に文理型を文理型・理型の２コースに分けることとした。（従って３年生は３コースに分かれていた）

- - 文理コース（定員280名　一般選抜）
    - 各教科をまんべんなく学ぶためのコース。2年次まで共通の教育課程で、3年次に文系・理系に分かれる。様々な選択科目がおかれて、大学・短期大学・専門学校進学、公務員受験、民間企業就職のいずれにも対応している。

  - 地域創生コース（定員40名　特色選抜）
    - 教育特区として、世界史ではなく「日本史」が必修科目になっている。国語、日本史、英語の授業を重視。日本史が特に重視され、3年間履修する。奈良県の歴史・文化・産業を学ぶ「奈良の歴史と現状」「観光学入門」「地域学入門」「古代仏教史」「考古学入門」「民俗学入門」「発展日本史」などの学校設定科目を学習する。

## 沿革
- 1977年
  - 4月1日 - 新設高等学校設置準備事務所主事4名を配置発令。第五高校・第六高校設置の準備が開始される。
  - 11月8日 - 校訓・校章が決定
  - 12月16日 - 第六高等学校の校名を西の京高等学校と決定
- 1978年
  - 4月1日 - 奈良県立西の京高等学校（全日制普通科5クラス）として開校
  - 4月11日 - 開校式・第一回入学式。講堂が未完成のため、大会議室での開校式・入学式となる。
  - 11月8日 - 校旗入魂式。同日を創立記念日とする。
- 1979年
  - 1月20日- 校歌発表
  - 9月13日 - 第一回西高祭
- 1980年 9月20日- 落成式。（ただし、プールの完成は翌1981年8月。落成式の後も格技場や弥生を増設していく。）
- 1981年 2月23日- 忍冬会発会式
- 2003年8月29日 - 「まほろば創生・なら教育特区」認定
- 2004年4月 - 普通科に地域創生コースを開設
- 2020年 - 2020年度をもって生徒募集を終了
- 2022年4月9日 - 奈良県立大学附属高等学校が当校校地にて開校、開校式を行う[3]。
- 2023年
  - 3月4日 - 閉校イベントを開催[4]
  - 3月31日 - 閉校[5]

## 部活動
部（体育系）
- 水泳部
- 陸上部
- バスケットボール部
- サッカー部
- バレーボール部
- 剣道部
- 野球部
- ソフトテニス部
- 柔道部
- テニス部
- ソフトボール部
- 卓球部
- 弓道部（平成4年度　宮崎インターハイで男子が全国制覇）。アニメ『ツルネ -風舞高校弓道部-』の撮影協力。
- フェンシング部
- バドミントン部

部（文化系）
- 演劇部
- 書道部
- 美術部
- 茶道部
- 華道部
- 軽音楽部

（平成23、24年度　高校・中学校軽音楽系クラブコンテスト We are Sneaker Ages にて優秀校賞を受賞。2年連続グランプリ大会（全国大会）に出場。）
- 写真部
- イラスト・アニメ部
- コーラス部
- コンピュータ無線部

部局
- 放送部
- 吹奏楽部
- 人権研究部
- 新聞部

クラブ
- 家庭クラブ

## 交通
- 近鉄橿原線 西ノ京駅
- 奈良交通「西の京高校前」停留所

## 出身者
- 杉山幸恵 - 着付け師。和装スタイリスト・ウエディングプロデューサー
- 森口尚史 - 医科学研究者（知的財産法・医療統計）
- 岡本昭彦 - 吉本興業ホールディングス株式会社代表取締役社長
- 手塚祐介 - 男性俳優・声優
- 橋本知也 - お笑いコンビ「忘れる。」ツッコミ担当
- クロマツテツロウ - 漫画家
- 戸田彬弘 - 映画監督。株式会社チーズfilm代表取締役社長